# Онифаи
Онифаи (итал. Onifai) је насеље у Италији у округу Нуоро, региону Сардинија.
Према процени из 2011. у насељу је живело 719 становника. Насеље се налази на надморској висини од 31 м.

## Становништво
Према резултатима пописа становништва 2011. у општини је живело 742 становника.
| 1931. | 1936. | 1951. | 1961. | 1971. | 1981. | 1991. | 2001. | 2011. |
| ----- | ----- | ----- | ----- | ----- | ----- | ----- | ----- | ----- |
| 702   | 761   | 888   | 1.015 | 847   | 805   | 746   | 766   | 742   |